# 必斯营子镇
必斯营子镇是中华人民共和国内蒙古自治区赤峰市宁城县下辖的一个镇。
2013年，内蒙古自治区人民政府批复同意撤销必斯营子乡，设置必斯营子镇。

## 行政区划
必斯营子镇下辖以下村级行政区划单位：
必斯营子村、七家村、水泉村、哈脑村、东哈脑村、东五家村、西五家村、杨树湾子村、于杖子村、石佛村、邢家沟村、马杖子村、卧龙泉子村、西大营子村、西三家村、槽碾村、罗杖子村、谢帐子村、烧锅村和温杖子村。